# Wonder Girls
Wonder Girls (кор. 원더걸스) — колишній південнокорейський жіночий гурт, сформований JYP Entertainment. Гурт дебютував в лютому 2007 року з синглом «Irony» і 5 учасницями: Єин, Соне, Сонмі, Хьона і Сохі. Після відходу Хьони в липні Юбін приєдналася до гурту перед випуском їхнього дебютного студійного альбому The Wonder Years (2007). Альбом породив хіт-сингл «Tell Me», який очолив різні музичні хіт-паради Південної Кореї.
Wonder Girls зарекомендували себе як один з найкращих жіночих гуртів країни з хітами «So Hot» і «Nobody», що вийшли 2008 року. Після випуску синглу в США в 2009 році «Nobody» посів 76 місце в чарті Billboard Hot 100, зробивши Wonder Girls першим південнокорейським гуртом, який потрапила в цей чарт. Гурт почав свій вихід на американський ринок того ж року, виступаючи на розігріві на світовому турі Jonas Brothers, де Wonder Girls виконували англійські версії своїх пісень.
У 2010 році Сонмі покинула гурт, щоб продовжити академічну кар'єру, і її замінила Хєрім перед корейським і американським випуском синглу «2 Different Tears». Їхній другий студійний альбом Wonder World (2011) приніс успішний сингл «Be My Baby». 2012 року Wonder Girls знялися у фільмі TeenNick The Wonder Girls і випустили свої останні 3 сингли як квінтет, зокрема «Like This» і «Like Money», перш ніж піти на 3-річну перерву. 2015 року було оголошено, що Соньє та Сохі вирішили покинути гурт, а Сонмі відновить просування разом з іншими учасницями. У складі з 4 учасницями Wonder Girls випустили свій третій і останній студійний альбом Reboot (2015) і сингл № 1 2016 року «Why So Lonely».
Wonder Girls також знані як «Південнокорейські Королеви Ретро», оскільки в їхній музиці були елементи з 1960-х по 80-ті роки. 2017 року журнал Billboard поставив Wonder Girls під № 3 у своєму списку «10 найкращих жіночих K-pop груп останнього десятиліття». Гурт офіційно розпався 26 січня 2017 року після невдалих переговорів щодо поновлення контракту з деякими учасницями. 10 лютого 2017 року вони випустили свій останній сингл «Draw Me», який також став святкуванням їхнього 10-річчя.

## Кар'єра

### 2006–07:MTV Wonder Girls, дебют і зміни в складі

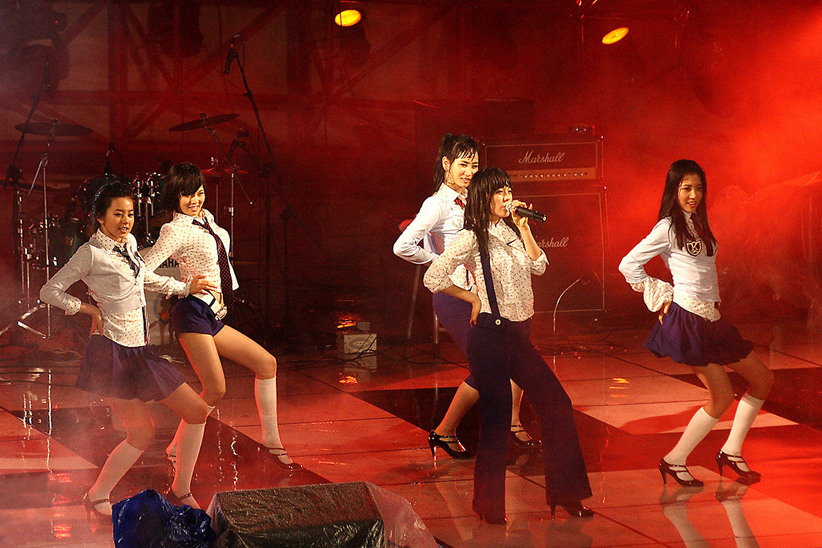
Wonder Girls виконують «Irony» в університеті Ханьян у березні 2007 року. Зліва-направо: Сохі, Хьона, Єин, Суньє та Сонмі

Після того, як у травні 2006 року Пак Джин Йон оприлюднив назву свогопершого дівчачого гурту Wonder Girls, Wonder Girls було представлено через телешоу під назвою MTV Wonder Girls. Перші чотири епізоди описували характеристики та профілі кожної учасниці. Невдовзі після обрання Єин п'ятою учасницею Wonder Girls провели свій перший концерт у студії MTV. Вони виконали кавер-версію «Don't Cha» Pussycat Dolls, а також оригінальні пісні, зокрема «Irony» та «미안한 마음» («Це не кохання»). Соне заспівала свою версію пісні Destiny's Child «Stand Up for Love», а Хьона продемонструвала свої танцювальні здібності. Інші троє учасниць — Єин, Сонмі та Сохі — виконали кавер-версію пісні Джанет Джексон «Together Again».
The Wonder Girls офіційно дебютували на початку 2007 року в шоу MBC Show! Music Core, де виконали «Irony», хіп-хоп сингл із їхнього першого альбому The Wonder Begins. 2007 року було продано 11 454 фізичних копій альбому. Невдовзі після цього було створено офіційний фан-клуб, який отримав назву «Wonderfuls». Гурт провів кілька виступів у Китаї після того, як учасниці відвідали заняття з китайської мови. Однак у середині 2007 року декілька учасниць Wonder Girls зазнали різноманітних травм і проблем зі здоров'ям. 25 червня Сохі пішла на перерву на місяць після розриву зв'язок коліна під час падіння з мотоцикла, під час знімання фільму 뜨거운 것이 좋아 (укр. Мені подобається гаряче).
Решта учасниць продовжували виступати до кінця липня, допоки Хьона не покинула гурт через стурбованістю батьків її проблемами з хронічним гастроентеритом і постійною втомою. Восени 2007 року агентство талантів Good Entertainment відправило свою стажерку Юбін в JYP Entertainment на заміну Хьоні. Вона дебютувала через три дні під час виступу гурту з піснею «Tell Me» на Music Bank.
Їхній перший повноформатний альбом The Wonder Years вийшов наступного тижня з «Tell Me» головним синглом. Через те, що в останню хвилину додалася Юбін, версія альбому не містить її партії. Однак для виконання наживо пісню було перероблено і додано куплет із репом Юбін. Сингл став хітом і посів перше місце в різних музичних чартах корейського телебачення та Інтернету, включаючи KBS Music Bank. Пісня також стала хітом номер один у Таїланді. Хореографія для пісні була простою та широко імітованою: до жовтня на сайтах для обміну відео, таких як YouTube і Daum, поширювалося багато виконань танцю фанатами, включно з групою поліцейських, які зрештою були представлені на шоу SBS Star King. Популярність, яку отримав танець на пісню, став широко відомим як «Tell Me Virus». The Wonder Girls мали великий рекламний графік для свого альбому, і наприкінці 2007 року вони почали виконувати свій другий сингл «이 바보» («This Fool»). MTV також почав транслювати The Wonder Life, реаліті-серіал із дівчатами в головних ролях.

### 2008: Прорив
У лютому 2008 року Wonder Girls приєдналися до свого продюсера Пак Джін Йона під час його місячного концертного туру Кореєю та Сполученими Штатами як спеціальні гості, де вони знімали кліп на пісню «Wishing on a Star» у Нью-Йорку. Сингл «So Hot» вийшов 22 травня 2008 року. Пісня незабаром посіла перше місце в онлайн-чартах. У середині 2008 року вони виступили на Show! Music Core, виконавши «So Hot» і «This Time». Через травму голосових зв'язок Юбін тимчасово використовувала фонограму за призначенням лікаря.
Після дуже короткої перерви Wonder Girls повернулися на початку осені 2008. Одночасно вийши пісня «Nobody» і кліп до неї. Гурт виступив з піснею на музичних шоу Show! Music Core, Music Bank та Inkigayo. Пісня посіла перше місце в чарті Music Bank і протрималася там чотири тижні поспіль, а також здобула нагороду Cyworld «Пісня місяця» у вересні та жовтні 2008 року. Як і «Tell Me», «Nobody» також викликала танцювальне божевілля.
У 2008 році на Mnet KM Music Festival Awards Wonder Girls отримали три нагороди: «Пісня року», «Найкраще музичне відео» для «Nobody» і «Найкращий жіночий гурт». Гурт також здобув нагороду на Golden Disk Awards 2008 за високі цифрові продажі. На 18-й церемонії вручення музичних премій Seoul Music Awards Wonder Girls виграли Daesang (нагорода «Артист року»), найвищу запропоновану нагороду, за «Nobody», на додаток до двох інших нагород.
У жовтні 2008 року Wonder Girls підписали контракт з Creative Artists Agency (CAA). До кінця 2008 року вони заробили 12 мільярдів ₩ (9 млн. $ США) як гурт.

## Учасниці
На момент дебюту в 2007 році гурт складався з п'яти учасниць: Суньє, Сохі, Хьона, Сонмі та Єин. Незабаром, у тому ж році, Хьона покинула гурт через занепокоєння своїм здоров'ям, через що на заміну приєдналася Юбін. 2010 року Сунмі покинула гурт, щоб продовжити академічну кар'єру. На заміну було обрано трейні Хєрім. Сохі покинула гурт наприкінці 2013 року після закінчення її контракту з JYP Entertainment, а Суньє залишила Wonder Girls наприкінці 2014 року. Зміни у складі були офіційно оголошені тільки в липні 2015 року. Під час повернення гурту в 2015 році Сонмі повернулася до гурту і до нового складу також увійшли Єин, Юбін та Хєрім. Wonder Girls залишалися гуртом з чотирьох учасниць до свого розформування в 2017 році.

### Останній склад
- Юбін — реперка, вокалістка, ударні[23] (2007–17)
- Єин — лідерка, вокаліст, клавішні[23] (2007–17)
- Сонмі — танцюристка, вокалістка, бас-гітара[23] (2007–10; 2015–17)
- Хєрім — реперка, вокалістка, гітара[23] (2010–17)

### Колишні учасниці
- Хьона — реперка, танцюристка, вокалістка (2007)
- Сохі — танцюристка, вокалістка (2007–15)
- Соне — лідерка, вокалістка, танцюристка (2007–15)

## Дискографія
- The Wonder Years (2007)
- Wonder World (2011)
- Reboot (2015)

## Фільмографія

### Фільми
| Назва              | Рік  | Роль              | Нотатки                  |
| ------------------ | ---- | ----------------- | ------------------------ |
| The Last Godfather | 2010 | Камео             | Виконують пісню «Nobody» |
| The Wonder Girls   | 2012 | Грають самих себе | ТВ-фільм                 |

### ТВ-шоу
| Назва                 | Рік       | Нотатки                                                   |
| --------------------- | --------- | --------------------------------------------------------- |
| MTV Wonder Girls      | 2006–2010 | Перше реаліті-шоу                                         |
| Wonder Bakery         | 2008      | Друге реаліті-шоу                                         |
| Welcome to Wonderland | 2009      | Документальний серіал про Wonder Girls                    |
| Made in Wonder Girls  | 2010      | Третє реаліті-шоу                                         |
| Star Life Theater     | 2011      | Документальне шоу про час камбеку з альбомом Wonder World |

## Тури
Хедлайнери
- 1st Wonder Tour (2009)
- Wonder Girls World Tour (2010)
- Wonder World Tour (2012)

Як запрошений виконавець
- Jonas Brothers World Tour 2009 (2009)

### JYP Nation
- JYP Nation (2009)
- JYP Nation «Team Play» (2010)
- JYP Nation (2011)
- JYP Nation «One Mic» (2014)
- JYP Nation «Hologram Concert» (2016)
- JYP Nation «Mix & Match» (2016)